# Slottsglas

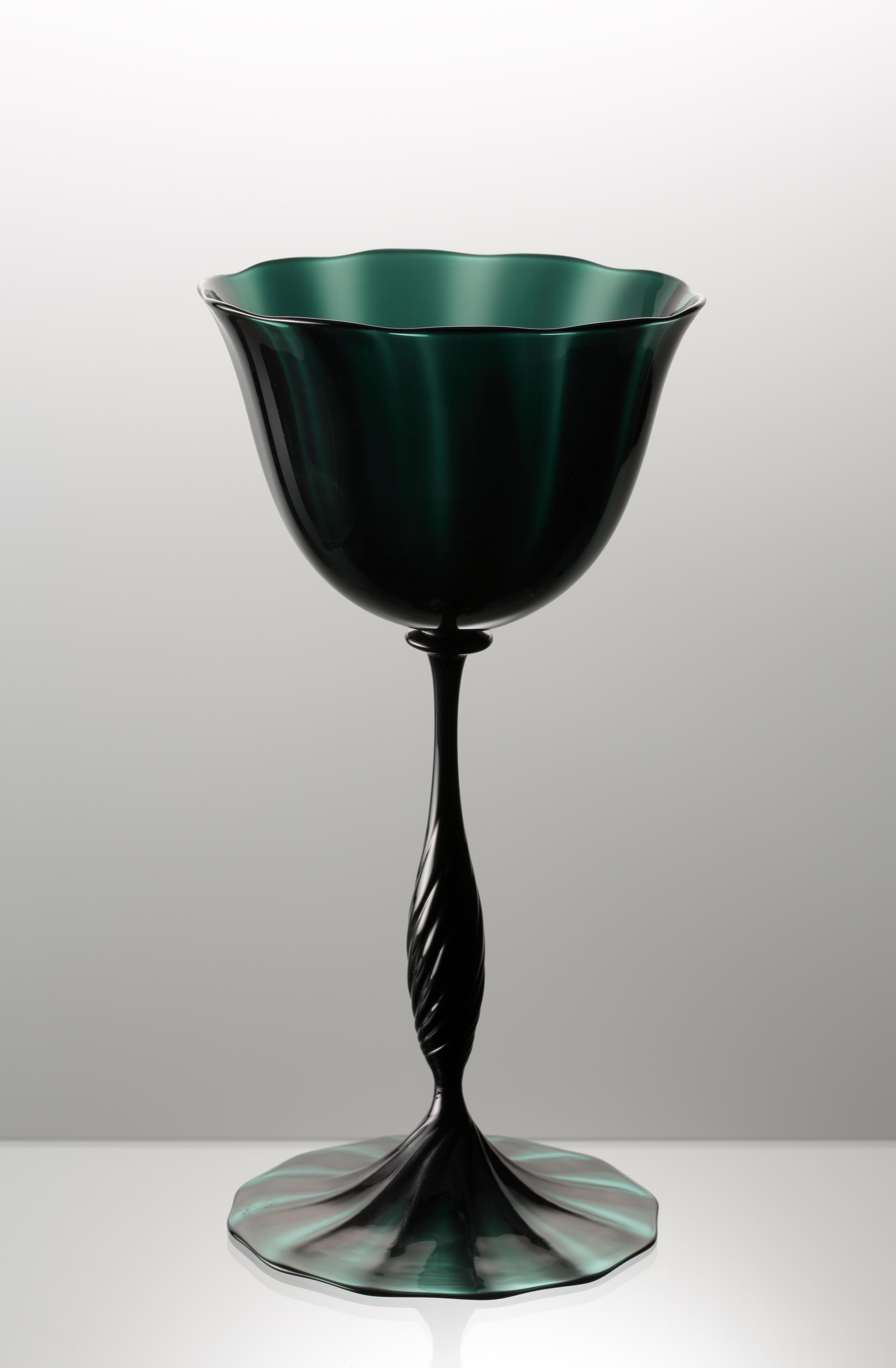
Pokal Slottsglas av konstnären Simon Gate och glasblåsare Knut Bergqvist

Slottsglasen är en serie pokaler och skålar av färgat glas, designade av Simon Gate och tillverkade av glasblåsarmästaren Knut Bergqvist. Serien togs fram för Orrefors glasbruk inför Göteborgsutställningen 1923. Slottsglasen är friblåsta och drivna till en räfflad, svepande, blomliknande form med vågig kant. Ursprungligen skulle glasen tillverkas i serier om högst 30 av varje modell; men det blev betydligt färre än så. Namnet kom av att man eftersträvade ett "fint" namn.

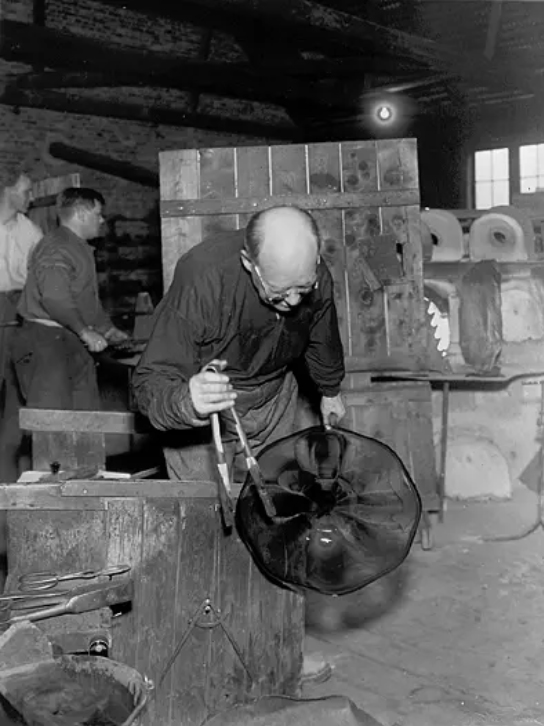
Knut Bergqvist jämnar till det sista på ett fat i serien Slottsglas med pinnsaxen, 1930-39